# Gustav Beißwänger

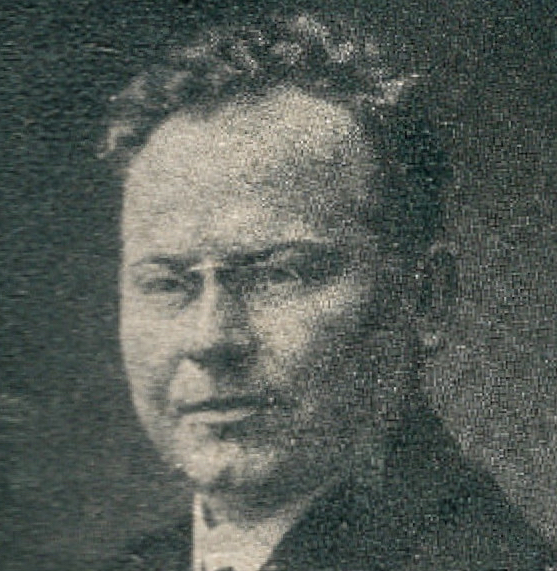
Gustav Beißwänger, um 1919

Gustav Balthasar Beißwänger (auch Beisswänger) (* 25. Juli 1875 in Aalen; † 3. Juli 1946 in Stuttgart) war ein deutscher evangelischer Theologe und Politiker (Württembergische Bürgerpartei/DNVP).  

## Leben
Beißwänger studierte an der Universität Tübingen und wurde Mitglied der Burschenschaft Palatia Tübingen im ADB. Er wurde 1904 mit einer Dissertation über Johann Amos Comenius promoviert. Er war zuerst Volksschullehrer und evangelischer Geistlicher (Stadtpfarrer in Großbottwar). In der Weimarer Republik schlug er eine Beamtenlaufbahn ein, wurde zunächst Oberregierungsrat, später Ministerialrat im Kultusministerium Württembergs in Stuttgart. Er gehörte im Dezember 1918 zu den Gründern der Württembergischen Bürgerpartei, war ihr erster Landesvorsitzender und vertrat sie von 1919/20 bis 1928 im Württembergischen Landtag. Ende 1924 wurde er als Parteivorsitzender auf Betreiben von Alfred Hugenberg de facto abgesetzt. 1928 musste er sich im Wahlkampf im Berliner Tageblatt den Vorwurf gefallen lassen, aufgrund von Vetternwirtschaft ins württembergische Ministerium geholt und dort zum Ministerialrat befördert worden zu sein.
Ferner wirkte Gustav Beißwänger als Schriftleiter beim Staats-Anzeiger.

## Schriften (Auswahl)
- Amos Comenius als Pansoph. Eine historisch-philosophische Untersuchung. W. Kohlhammer, Stuttgart 1904.
- Wir Christen von heute. Verlag von I. Engelhorns Nachf., Stuttgart 1911.
- Rudolf Eucken. In: Ludwig Keller (Hrsg.): Monatshefte der Comenius-Gesellschaft für Kultur und Geisterleben, Heft 4, September 1911, S. 164–168.
- Die gegenwärtigen Strömungen des religiösen Lebens. Drei Vorträge, gehalten zu Stuttgart. Kohlhammer, Berlin, Stuttgart, Leipzig 1914.

## Ehrungen
- Ernennung zum Dr. h. c.